# Citrullus lanatus
Il cocomero o anguria (Citrullus lanatus (Thunb.) Matsum. & Nakai, 1916) è una pianta della famiglia Cucurbitaceae, originariamente proveniente dall'Africa tropicale.

## Caratteristiche botaniche
Il cocomero è una pianta annuale, con fusto erbaceo rampicante, foglie grandi e pelose con tre lobi, fiori maschili e fiori femminili, frutto voluminoso rotondo oppure ovale; il peso varia da 10 a 20 kg.
Il frutto è una falsa bacca (peponide), assai massiccio; la crosta è liscia, dura e relativamente sottile, di colore verde con varie striature e chiazze più chiare, bianche o giallastre; l'interno è di colore rosso (o, meno frequentemente, giallo, arancione o bianco a seconda della varietà) e ricco di semi, che possono essere neri, bianchi o gialli. La polpa è costituita per oltre il 90% di acqua e contiene anche un discreto quantitativo di zuccheri, soprattutto fruttosio, e vitamine A, C (8,1 mg per 100 g di frutto), B e B6.
I frutti sono disponibili esclusivamente nel periodo estivo, da maggio a settembre.

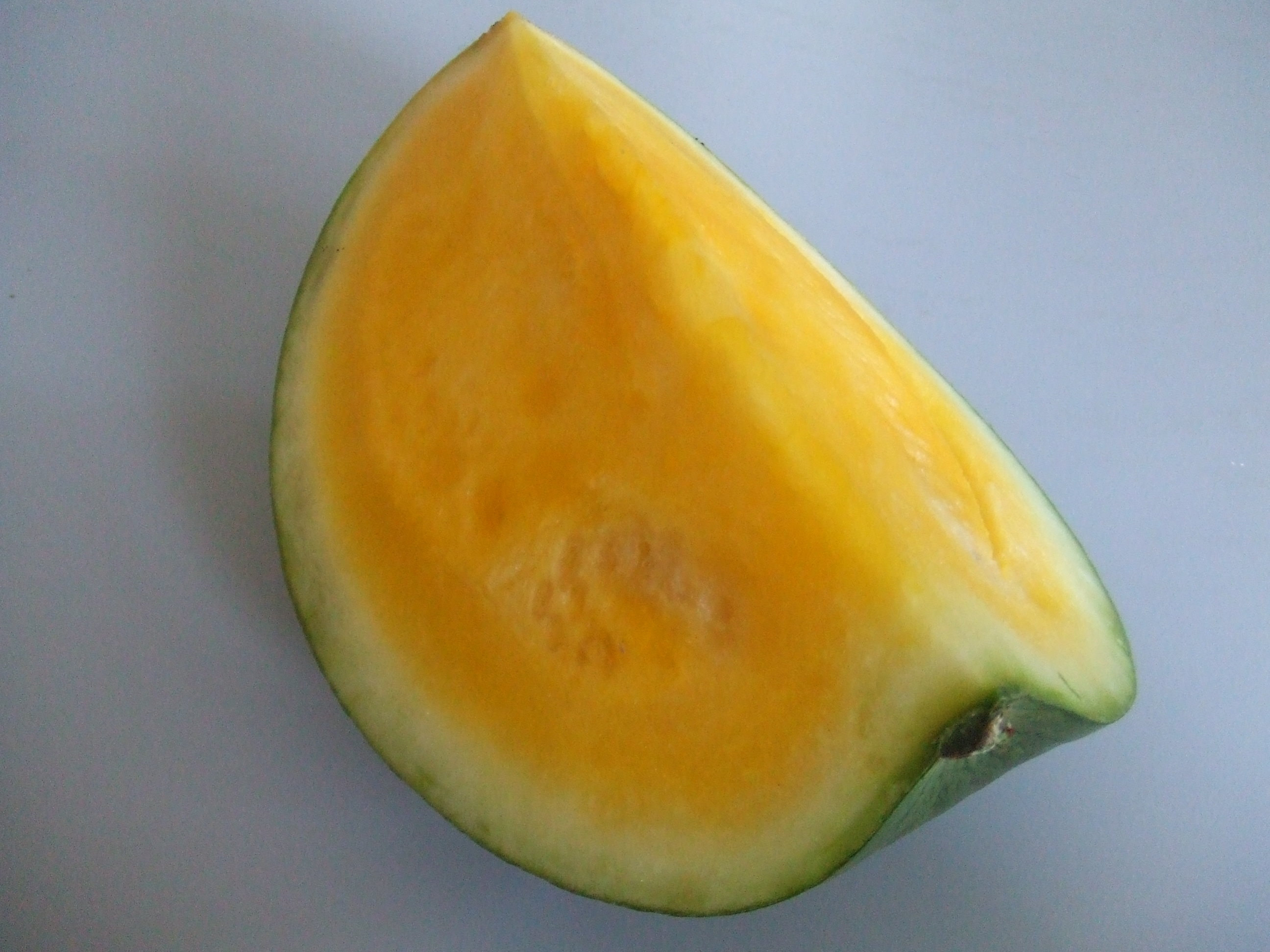
Particolare varietà di cocomero a polpa gialla

Al 2008 esistono più di 1200 cultivar di cocomero che producono frutti di peso variabile tra meno di 1 kg e più di 90 kg; la polpa può essere rossa, arancione, gialla o bianca. In Italia e Giappone sono stati prodotti cocomeri dalla forma cubica o piramidale; la forma inusuale viene ottenuta facendo crescere i frutti all'interno di recipienti di vetro in modo da fargli assumere la forma del contenitore.

## Etimologia
L'epiteto specifico lanatus si riferisce alle parti lanose della pianta giovane.

### Nomi locali italiani
Il nome cocomero, prevalente in Italia Centrale deriva dal latino cucumis, "cetriolo"; da qui deriva anche cucumbra, termine usato nelle Marche.
Il nome anguria, comune in Italia settentrionale, deriva invece dal greco tardo ἀγγούριον  (angoúrion, "anguria", "cetriolo selvatico") ed entra nel lessico della lingua italiana in epoca bizantina attraverso l'Esarcato di Ravenna. Oggi in greco moderno αγγούρι (angúri) significa "cetriolo".
In Abruzzo citrone (o cetrone) AFI: /cıtronə/ deriva dal latino citrium, "cetriolo". 
Il nome melone d'acqua o mellone d'acqua (la specificazione serve per distinguere questa pianta dal mellone di pane, Cucumis melo) diffuso in Italia meridionale, deriva dal francese melon d'eau, a sua volta dal latino mēlōne(m).
In Sardegna viene anche usato il nome sardo síndria o sandia, vocaboli derivanti rispettivamente dal catalano síndria e dallo spagnolo sandía, a loro volta provenienti dall'arabo سِنْدِيَّة sindiyya, dal sanscrito सिंधु sindhu "regione del Sindh".
Il tipo pateca, comune in Liguria, deriva dal francese pastèque, a sua volta dal portoghese pateca, dall'arabo بطيخه baṭīḫa "cocomero". 
In tutto il Salento è conosciuto come sarginiscu (saracinesco), come riportato dal vocabolario dei dialetti salentini di Gerhard Rohlfs.
Zipangolo (zuparacu, pizzitangulu) della Calabria non hanno un'etimologia certa. Il termine Zipangolo potrebbe provenire da Zipangu o Cipango, l'antico nome del Giappone, area di notevole diffusione del frutto. Zuparacu, usato specialmente della provincia di Catanzaro, viene da alcuni spiegato come "lo zio parroco", con riferimento alle lunghe file ordinate e rettilinee dei semini neri, che ricordano i bottoni delle tuniche sacerdotali.

## Produzione
| I 15 maggiori produttori di cocomero nel 2023 | I 15 maggiori produttori di cocomero nel 2023 |
| Paese                                         | Produzione (tonnellate)                       |
| --------------------------------------------- | --------------------------------------------- |
| Cina                                          | 63960353                                      |
| India                                         | 3626000                                       |
| Turchia                                       | 3147921                                       |
| Algeria                                       | 2507140                                       |
| Brasile                                       | 1781971                                       |
| Russia                                        | 1770123                                       |
| Stati Uniti                                   | 1682669                                       |
| Uzbekistan                                    | 1572144                                       |
| Pakistan                                      | 1507338                                       |
| Senegal                                       | 1492961                                       |
| Kazakistan                                    | 1435333                                       |
| Messico                                       | 1428910                                       |
| Iran                                          | 1366802                                       |
| Vietnam                                       | 1278570                                       |
| Spagna                                        | 1168930                                       |

La produzione italiana nel 2020 è stata di 677.727 tonnellate, di cui 568.326 da coltivazioni all'aperto e 109.401 da coltivazioni in serra.

## Tassonomia

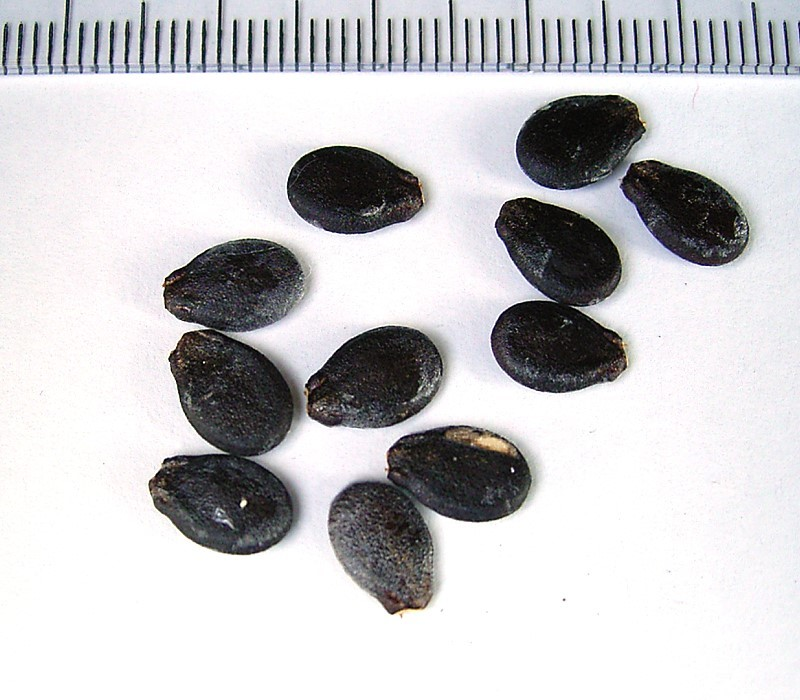
Semi di cocomero

Seme al microscopio

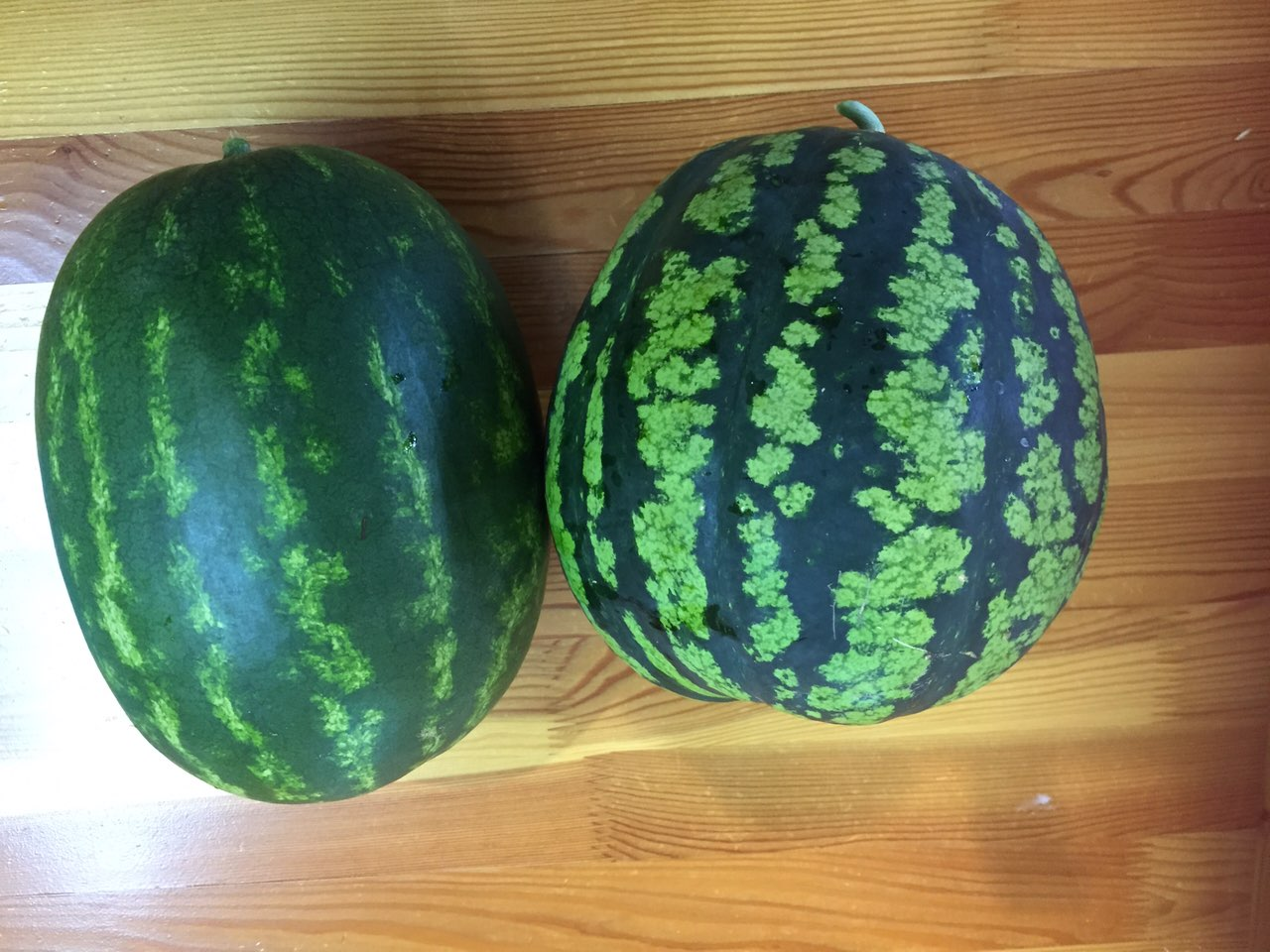
Anguria coltivata in Buriazia, Siberia

### Sinonimi
Seguono i sinonimi di Citrullus lanatus:
- Anguria citrullus Mill.[17]
- Citrullus amarus Schrad.[17]
- Citrullus anguria (Duchesne) H.Hara[17]
- Cucumis citrullus[1][2] (L.) Ser., 1828[3]
- Momordica lanata Thunb., 1794
- Citrullus lanatus var. albidus (Chakrav.) Maheshw.
- Citrullus lanatus f. amarus (Schrad.) W.J.de Wilde & Duyfjes
- Citrullus lanatus var. caffer (Schrad.) Mansf. ex Fursa
- Citrullus lanatus var. caffrorum (Alef.) Fosberg
- Citrullus lanatus var. capensis (Alef.) Fursa
- Citrullus lanatus subsp. cordophanus Ter-Avan.
- Citrullus lanatus var. cordophanus (Ter-Avan.) Fursa
- Citrullus lanatus var. fistulosus (Steward) Babu
- Citrullus lanatus var. lanatus
- Citrullus lanatus var. minor (Chakrav.) Maheshw.
- Citrullus lanatus subsp. mucosospermus Fursa
- Citrullus lanatus f. nigroseminius (Chakrav.) Maheshw.
- Citrullus lanatus var. oblongus (Chakrav.) Maheshw.
- Citrullus lanatus var. pulcherrimus (Chakrav.) Maheshw.
- Citrullus lanatus var. pumilus (Chakrav.) Maheshw.
- Citrullus lanatus var. rotundus (Chakrav.) Maheshw.
- Citrullus lanatus var. senegalicus Fursa
- Citrullus lanatus var. shami (Chakrav.) Maheshw.
- Citrullus lanatus var. variegatus (Chakrav.) Maheshw.
- Citrullus lanatus var. virgatus (Chakrav.) Maheshw.
- Citrullus lanatus var. viridis (Chakrav.) Maheshw.

## Storia
David Livingstone, famoso esploratore dell'Africa, riportò che la pianta del cocomero cresceva abbondante nel deserto del Kalahari, dove sembra che esso abbia avuto origine. Lì il frutto cresce selvatico ed è conosciuto come tsamma (Citrullus lanatus var citroides). La pianta è riconoscibile per le sue foglie particolari e per l'elevato numero di frutti che produce, fino a cento per ogni esemplare. Per questa ragione è una fonte di acqua abituale per gli abitanti della zona, oltre a fungere da cibo sia per gli uomini sia per gli animali.

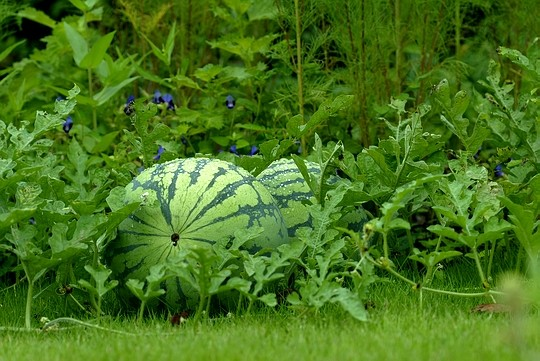
Pianta di cocomero con frutti e tipiche foglie

Non è dato sapere quando il cocomero sia stato coltivato per la prima volta, ma il primo raccolto a essere stato registrato è documentato in alcuni geroglifici nell'Antico Egitto e avvenne quasi 5000 anni fa. Il frutto veniva spesso deposto nelle tombe dei faraoni come mezzo di sostentamento per l'aldilà. Nella mitologia egizia il cocomero aveva origine dal seme del dio Seth.
Nel X secolo d.C. il cocomero era coltivato in Cina, attuale primo produttore mondiale.
Presso i beciuani la pianta è conosciuta con il nome di lerotse ed è considerata sacra, con foglie purificanti. Come scrive James George Frazer ne Il ramo d'oro fra i beciuani è d'obbligo purificarsi prima di consumare i nuovi raccolti. La purificazione avviene in gennaio, all'inizio del nuovo anno, in un giorno stabilito dal capo tribù: tutti i maschi adulti tengono le foglie del lerotse in mano e le schiacciano, ottenendone un succo che applicano agli alluci e all'ombelico; poi ciascuno di essi si reca alla propria abitazione e spalma tutti i membri della propria famiglia con questo succo. Solo dopo che questa purificazione è stata completata, la gente è libera di mangiare i nuovi raccolti.

## Avversità
Tra gli insetti il parassita più importante è l'afide Aphis gossypii. Tra le malattie da funghi, vi sono l'oidio (causato da Erysiphe cichoracearum e dal Sphaerotheca fuliginea), la peronospora (causata da Pseudoperonospora cubensis), la muffa grigia (causata da Botrytis cinerea) e il nerume (causato da Alternaria alternata). Tra le micotossine, vi è la patulina.

## Degustazione
In Italia, il cocomero si mangia in genere tagliato a fette o in macedonia.
Nei paesi tropicali si mangia spesso tagliato a cubetti e servito su un vassoio assieme ad altri tipi di frutta, come ananas, mango o papaya.